# Kraken (SeaWorld Orlando)
Kraken in SeaWorld Orlando (Orlando, Florida, USA) ist eine bodenlose Stahlachterbahn vom Modell Floorless Coaster des Herstellers Bolliger & Mabillard, die am 1. Juni 2000 eröffnet wurde. Zwischen 2017 und 2018 fuhr sie unter dem Namen Kraken Unleashed, wobei die Fahrgäste während der Fahrt VR-Brillen tragen konnten.
Sie basiert auf einem altertümlichen Mythos. Kraken war ein gewaltiges, mythologisches Unterwasserungeheuer, das von Poseidon gefangengehalten wurde.

## Fahrt
Die Fahrt beinhaltet drei unterirdische Abfahrten. Dabei befindet sich eine bei voller Geschwindigkeit in Krakens Höhle, wobei die Umstehenden durch Sprühnebel durchnässt werden. Ein großer Teil von Kraken befindet sich über dem Wasser.
Außerdem beinhaltet die Fahrt sieben Inversionen: Nach dem 45,4 m hohen Lifthill folgt zur erst ein langer Predrop, bevor der Zug den eigentlichen First Drop hinabfährt. Nun folgen die Inversionen in folgender Reihenfolge: Zunächst wird der Looping durchfahren. Es folgen der Dive-Loop und die Zero-G-Roll. Die anschließend durchfahrene Cobra-Roll besteht aus zwei Inversionen. Nun durchfährt der Zug den zweiten Looping, bevor er die letzte Inversion, den Korkenzieher, durchfährt.

## Züge
Kraken besitzt drei Züge mit jeweils acht Wagen. In jedem Wagen können vier Personen (eine Reihe) Platz nehmen. Die Fahrgäste müssen mindestens 1,37 m groß sein, um mitfahren zu dürfen. Die Wagen sind an der Seite offen und sind bodenlos. Als Rückhaltesystem kommen Schulterbügel zum Einsatz.

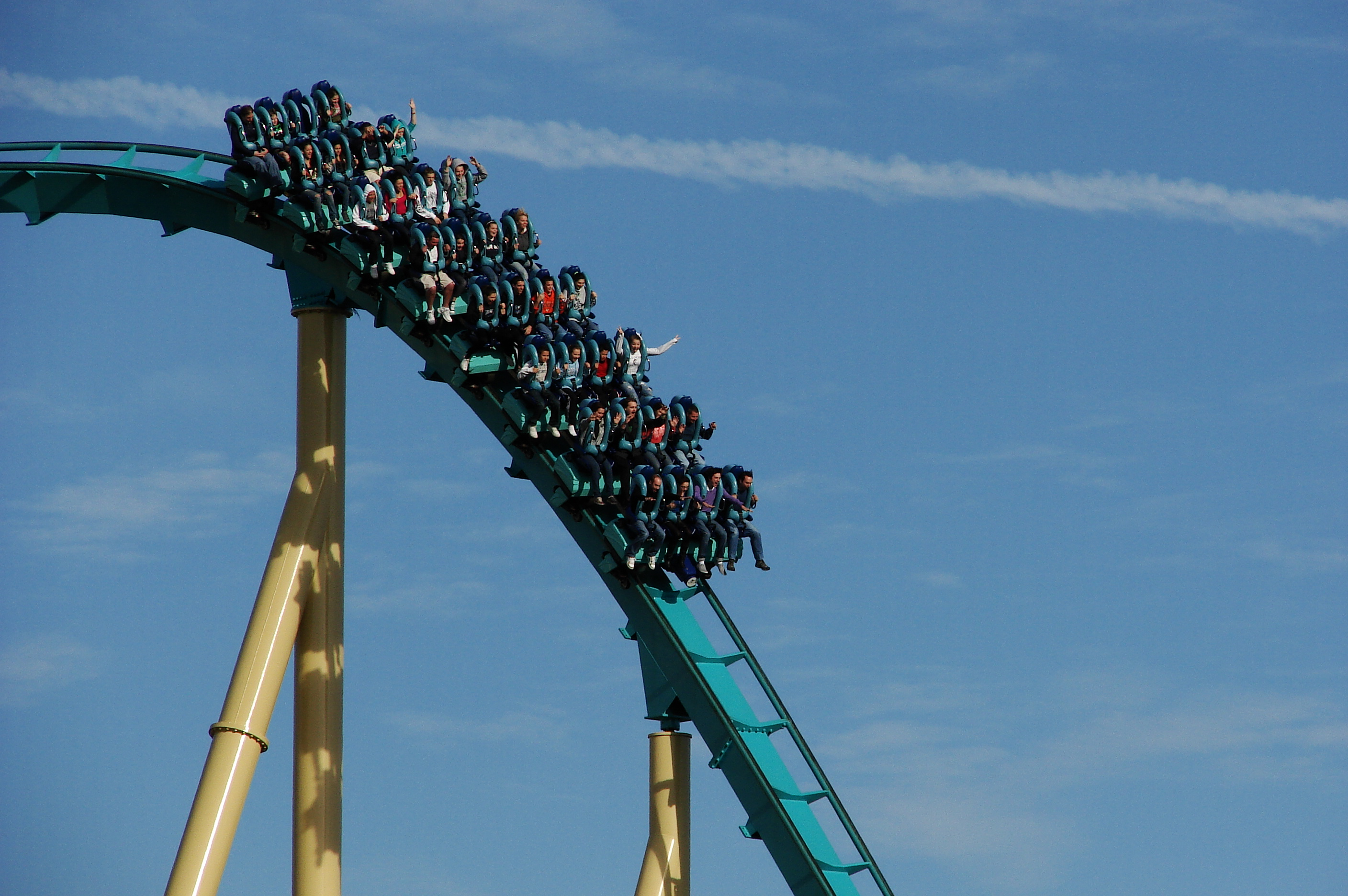
Ein Zug von Kraken